# Gonolobus calycosus
Gonolobus calycosus är en oleanderväxtart som först beskrevs av Donn. Smith, och fick sitt nu gällande namn av R. E. Woodson. Gonolobus calycosus ingår i släktet Gonolobus och familjen oleanderväxter. Inga underarter finns listade i Catalogue of Life.